# Luigj Gurakuqi
Luigj Gurakuqi (Shkodër, 18 de febrero de 1879 - Bari, 2 de marzo de 1925), en italiano Luigi Gurakuqi, fue un escritor y político albanés. Está considerado una de las figuras más importantes de la literatura en albanés y del movimiento nacionalista que declaró la independencia de Albania en 1912. Ha sido nombrado Héroe del Pueblo a título póstumo.

## Biografía
Gurakuqi nació en Shkodër en 1879 y desde su juventud mostró interés por la poesía. En 1897 se trasladó a Italia para ingresar en el centro superior italo-albanés de San Demetrio Corone bajo la instrucción del escritor Girolamo de Rada, una de sus mayores influencias. De allí marchó a la Universidad de Nápoles Federico II, donde entró en contacto con numerosos autores y obras de la comunidad albanesa en Italia (Arbëreshë). Las referencias que tomó allí le sirvieron para desarrollar una creciente obra literaria en albanés, en especial poesía bajo los seudónimos Jakin Shkodra y Lekë Gruda.
La rebelión de los Jóvenes Turcos en 1908 motivó a Gurakuqi a establecerse definitivamente en Albania. De inmediato se convirtió en uno de los líderes del movimiento nacionalista albanés, con importantes acciones como la organización del Congreso de Manastir (Bitola, actual Macedonia) sobre la estandarización del idioma. Finalmente, el 28 de noviembre de 1912 fue uno de los firmantes de la Declaración de Independencia de Albania en la ciudad de Vlorë, que puso fin a casi 500 años de dominio otomano. Entre 1912 y 1914 sirvió como ministro de Educación en el primer gobierno de Ismail Qemali.
Cuando las tropas de Montenegro ocuparon Shkodër en junio de 1915, Gurakuqi permaneció arrestado durante seis meses hasta que las fuerzas del Imperio Austrohúngaro recuperaron la ciudad. Desde entonces continuó ejerciendo cargos relevantes en gobiernos nacionales: en 1918 volvió a ser nombrado ministro de Educación en el ejecutivo de Durrës, y en 1919 fue representante diplomático en la Conferencia de Paz de París, poco después del final de la Primera Guerra Mundial.
En los últimos años de su vida fue diputado nacional y firme opositor al primer ministro Ahmet Muhtar Zogu. En junio de 1924, Zogu tuvo que dejar el cargo tras una revuelta popular y se instauró un gobierno provisional liderado por Fan S. Noli, quien nombró a Gurakuqi ministro de Economía. Sin embargo, cuando el gobierno de Fan Noli fue derrocado y Zogu regresó al poder, el poeta tuvo que exiliarse en Italia.
El 2 de marzo de 1925, Gurakaqi fue asesinado en la cafetería del Hotel Cavour de Bari (Italia) por Baltjon Stambolla, un agente a las órdenes de Ahmet Zogu.
A título póstumo, el gobierno de la República Popular de Albania le condecoró con el título de Héroe del Pueblo. La ciudad de Shkodër cuenta con una estatua del poeta y en 1991 la universidad local fue renombrada «Universiteti i Shkodrës Luigj Gurakuqi» en su honor.